# 喬應光
喬應光（1517年—？），字子實，號艮斋，山西太原府石州（今离石县）人，軍籍，明朝政治人物。

## 生平
山西鄉試第三十七名舉人。嘉靖三十二年（1553年）中式癸丑科會試第一百七十一名，三甲第一百六十一名進士。刑部观政，授大理寺评事，升寺副、寺正，出为陕西佥事。升山东右参议，隆慶元年（1567年）听闻家乡石州城被攻破，憂怖成疾，上疏请求致仕归乡。隆慶帝憐之，特予給假。二年正月升山东按察司副使，後降川東道僉事。四年四月以不胜任被劾罢。

## 家族
曾祖喬棐，監生 贈兵馬司副指揮；祖父喬瓘，兵馬司副指揮；父喬遷，母張氏。